# Kingston (Wisconsin)
Kingston es una villa situada en el municipio homónimo, en el condado de Green Lake, Wisconsin, Estados Unidos. Tiene una población estimada, a mediados de 2022, de 281 habitantes.

## Geografía
La localidad está ubicada en las coordenadas 43°41′36″N 89°07′53″O / 43.69333, -89.13139 (43.693268, -89.131469). Según la Oficina del Censo de los Estados Unidos, tiene una superficie total de 3.95 km², de los cuales 3.38 km² corresponden a tierra firme y 0.57 km² están cubiertos de agua.

## Demografía
Según el censo de 2020, en ese momento había 281 personas residiendo en la localidad. La densidad de población era de 83.14 hab./km². El 94.66% de los habitantes eran blancos, el 2.85% eran de otras razas y el 2.49% eran de una mezcla de razas. Del total de la población, el 2.49% eran hispanos o latinos de cualquier raza.